# Harald Nilsen Tangen
Harald Nilsen Tangen (Stavanger, 3 gennaio 2001) è un calciatore norvegese, centrocampista del Sarpsborg 08.

## Carriera

### Club
Nilsen Tangen ha giocato nelle giovanili dello Stavanger e del Vaulen, per poi entrare a far parte di quelle del Viking. Ha esordito nella prima squadra di quest'ultimo club in data 18 aprile 2018, subentrando a Stian Michalsen nella vittoria per 0-2 arrivata in casa del Madla, sfida valida per il primo turno del Norgesmesterskapet. Il successivo 22 luglio ha invece giocato la prima partita in 1. divisjon, sostituendo André Danielsen nella vittoria interna per 4-1 sul Jerv. Al termine di quella stessa stagione, il Viking ha centrato la promozione in Eliteserien.
Il 5 giugno 2019 è stato ufficializzato il suo passaggio in prestito al Tromsdalen, anche se Nilsen Tangen aveva già debuttato con la nuova maglia in data 2 giugno, subentrando a Håkon Kjæve nella sconfitta per 6-4 subita in casa del Raufoss, in 1. divisjon. Il 23 giugno ha realizzato le prime reti, con una doppietta nella partita persa per 3-2 sul campo del Sandnes Ulf. Tornato al Viking nel mese di agosto 2019, il 22 settembre ha esordito in Eliteserien: ha sostituito Even Østensen nella vittoria per 0-4 in casa del Vålerenga.
Il 26 agosto 2020 è stato ceduto all'Åsane, sempre con la formula del prestito, fino al 30 settembre successivo. Il 27 agosto ha esordito con la nuova maglia, subentrando a Henrik Udahl nel pareggio interno per 1-1 contro il Grorud. Il 14 settembre ha trovato il primo gol, nella vittoria per 2-4 in casa del Kongsvinger. Il 2 ottobre 2020 è stato reso noto che il prestito di Nilsen Tangen era stato prolungato fino al termine della stagione.
Tornato al Viking in vista della nuova stagione, il 27 maggio 2021 ha trovato il primo gol nell'Eliteserien: ha contribuito così al successo casalingo per 2-1 sul Mjøndalen.
Il 4 agosto 2022 ha esordito nelle competizioni UEFA per club: è stato titolare nella vittoria interna per 4-2 sullo Sligo Rovers, sfida valida per i turni preliminari dell'Europa Conference League.
Il 16 agosto 2024 è stato ufficializzato il suo trasferimento al Sarpsborg 08, per cui ha firmato un contratto valido fino al 31 dicembre 2027.

### Nazionale
Nilsen Tangen ha rappresentato la Norvegia a livello giovanile, dall'Under-15 all'Under-20.

## Statistiche

### Presenze e reti nei club
Statistiche aggiornate al 16 agosto 2024.
| Stagione       | Club          | Campionato    | Campionato | Campionato | Coppe nazionali | Coppe nazionali | Coppe nazionali | Coppe continentali | Coppe continentali | Coppe continentali | Supercoppe | Supercoppe | Supercoppe | Totale | Totale |
| Stagione       | Club          | Comp          | Pres       | Reti       | Comp            | Pres            | Reti            | Comp               | Pres               | Reti               | Comp       | Pres       | Reti       | Pres   | Reti   |
| -------------- | ------------- | ------------- | ---------- | ---------- | --------------- | --------------- | --------------- | ------------------ | ------------------ | ------------------ | ---------- | ---------- | ---------- | ------ | ------ |
| 2017           | Viking        | ES            | 0          | 0          | CN              | 0               | 0               | -                  | -                  | -                  | -          | -          | -          | 0      | 0      |
| 2018           | Viking        | 1D            | 1          | 0          | CN              | 1               | 0               | -                  | -                  | -                  | -          | -          | -          | 2      | 0      |
| gen.-giu. 2019 | Viking        | ES            | 0          | 0          | CN              | 0               | 0               | -                  | -                  | -                  | -          | -          | -          | 0      | 0      |
| giu.-ago. 2019 | Tromsdalen    | 1D            | 6          | 2          | CN              | 2               | 0               | -                  | -                  | -                  | -          | -          | -          | 8      | 2      |
| ago.-dic. 2019 | Viking        | ES            | 1          | 0          | CN              | 0               | 0               | -                  | -                  | -                  | -          | -          | -          | 1      | 0      |
| gen.-ago. 2020 | Viking        | ES            | 5          | 0          | -               | -               | -               | UEL                | 0                  | 0                  | -          | -          | -          | 5      | 0      |
| ago.-dic. 2020 | Åsane         | 1D            | 17+2       | 5+0        | -               | -               | -               | -                  | -                  | -                  | -          | -          | -          | 19     | 5      |
| 2021           | Viking        | ES            | 27         | 5          | CN              | 6               | 0               | -                  | -                  | -                  | -          | -          | -          | 33     | 5      |
| 2022           | Viking        | ES            | 25         | 1          | CN              | 4               | 0               | UECL               | 4                  | 0                  | -          | -          | -          | 33     | 1      |
| 2023           | Viking        | ES            | 29         | 3          | CN              | 4               | 0               | -                  | -                  | -                  | -          | -          | -          | 33     | 3      |
| gen.-ago. 2024 | Viking        | ES            | 13         | 2          | CN              | 2               | 0               | -                  | -                  | -                  | -          | -          | -          | 15     | 2      |
| Totale Viking  | Totale Viking | Totale Viking | 101        | 11         |                 | 17              | 0               |                    | 4                  | 0                  |            | -          | -          | 122    | 11     |
| ago.-dic. 2024 | Sarpsborg 08  | ES            | 0          | 0          | CN              | 0               | 0               | -                  | -                  | -                  | -          | -          | -          | 0      | 0      |
| Totale         | Totale        | Totale        | 134+2      | 18+0       |                 | 19              | 0               |                    | 4                  | 0                  |            | -          | -          | 159    | 18     |